# Preisiska huset

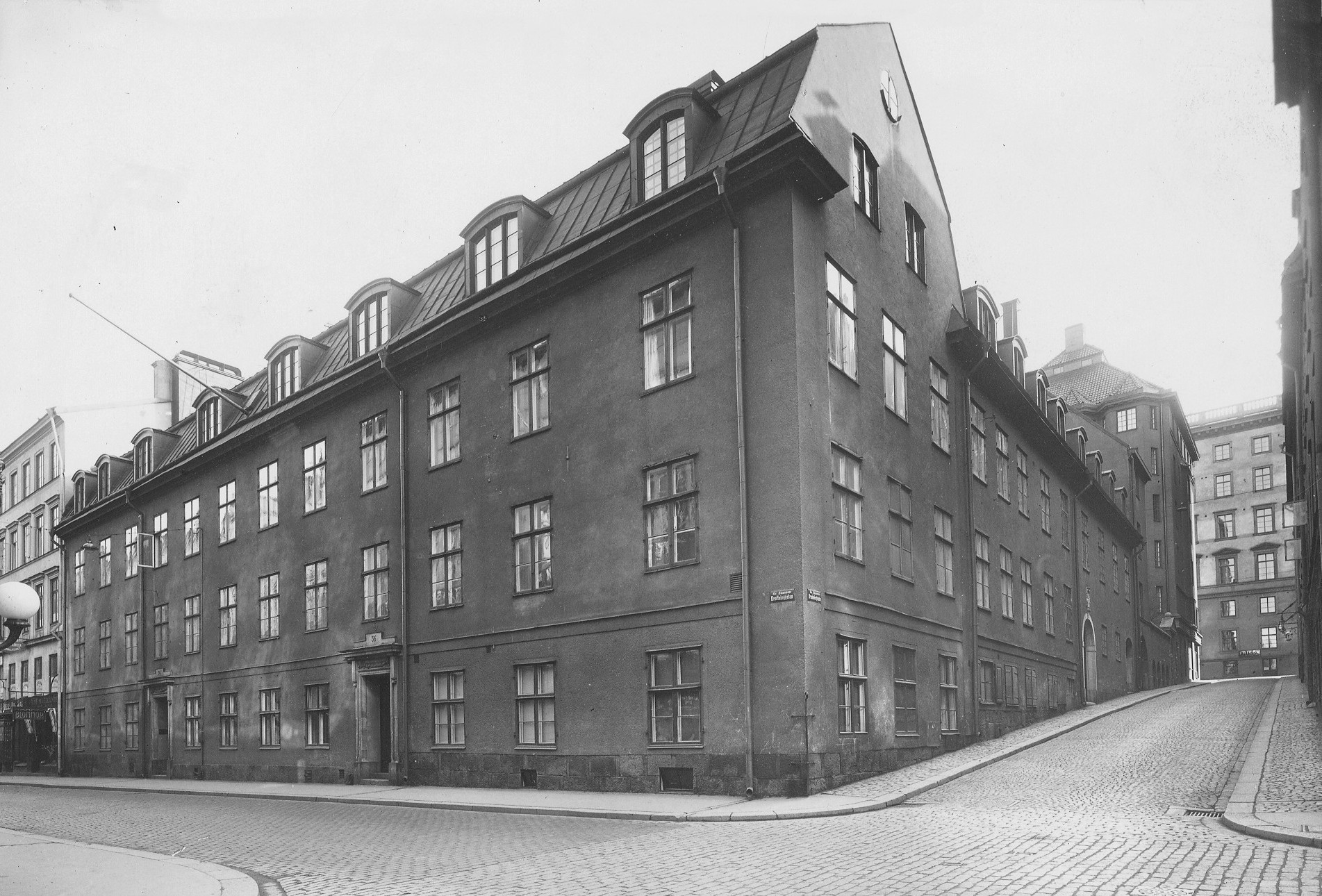
Preisiska huset vid Drottninggatan, 1928

Preisiska huset (stavas även Preissiska huset) var en kulturhistoriskt betydelsefull byggnad i kvarteret Skansen i hörnet Drottninggatan 36 / Brunkebergsgatan 6 i centrala Stockholm där länsstyrelsen i Stockholms län var inrymd 1812-1968.

## Historik

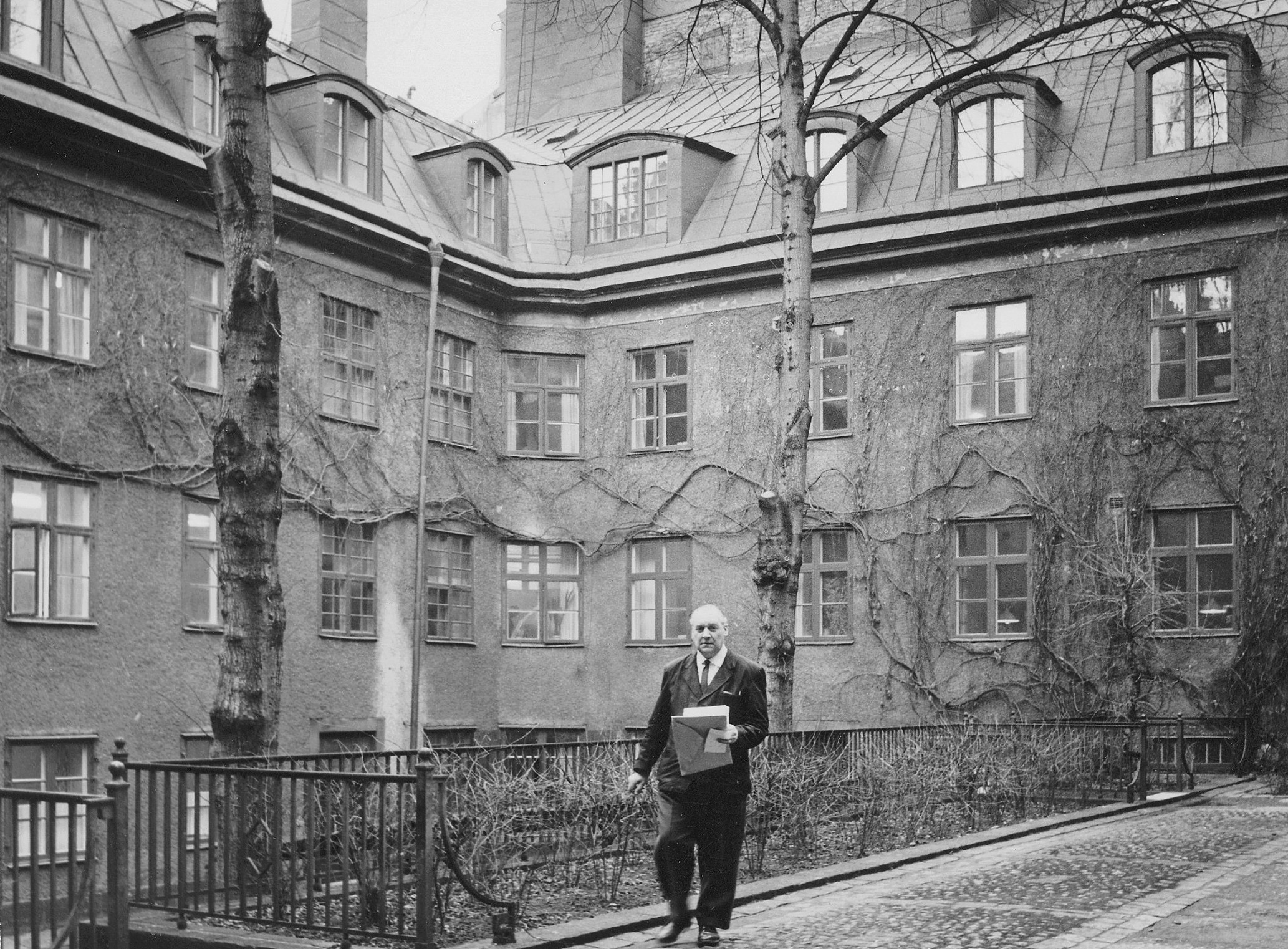
Innergården, 1960.

Huset uppfördes på 1680-talet och om- och tillbyggdes 1775 efter ritningar av murarmästaren Johan Daniel Degenaer. Jean Eric Rehn svarade för husets inredningar 1787. Grafikern Johan Petter Cumelin (1764-1820) bodde i huset 1803-1814 och hade även ett koppartryckeri där.
Det tillföll kronan som danaarv 1796 efter baron Fredrik Preis (1734-1788), son till friherre Joakim Fredrik Preis (1667-1759), som var diplomat, kansliråd och hovråd i Haag och hans hustru Maria Elisabeth Reinders (1697-1745). Sedan 1812 var byggnaden i kvarteret Skansen säte för länsstyrelsen i Stockholms län. Detta var den enda i landet med säte utanför sitt eget län då Stockholms stad inte tillhörde länet förrän 1968. Huset fungerade även som landshövdingebostad fram till 1926.

## Rivning
Huset var unikt då det med tiden blev den enda äldre byggnad längs Drottninggatan som inte byggdes om för butiker i bottenvåningen, och förklarades därför som statligt byggnadsminne. I samband med regleringen av Norrmalm trädde 1969 ett markbytesavtal mellan staten och Stockholms stad i kraft, och samma år revs byggnaden. På platsen uppfördes Kulturhuset Stadsteatern.

## Interiörbilder (1968)

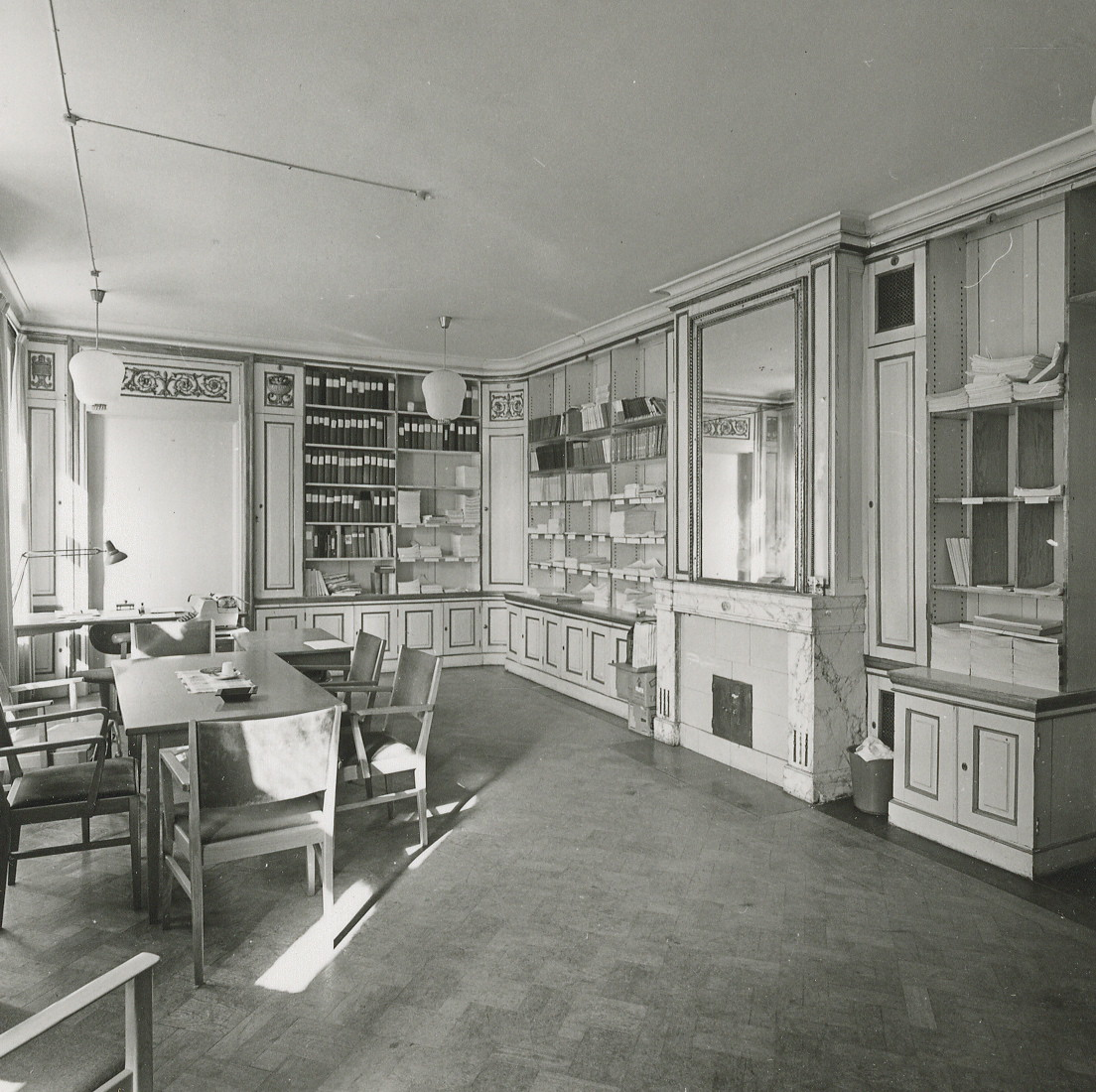
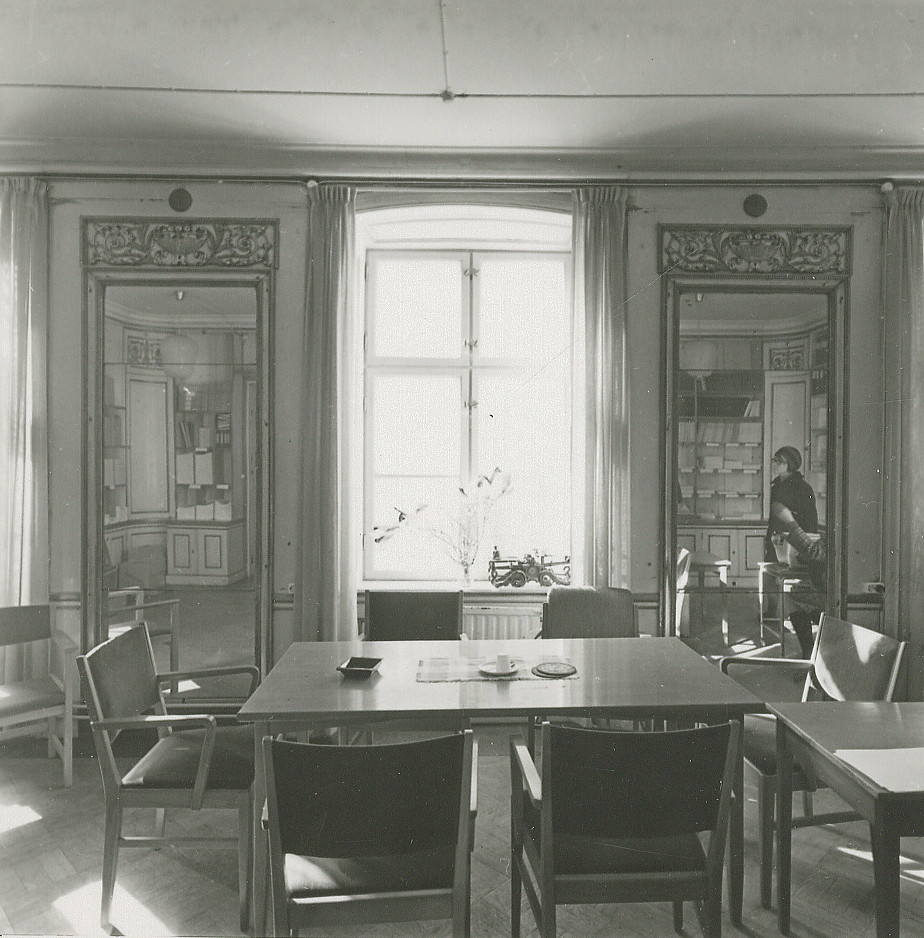
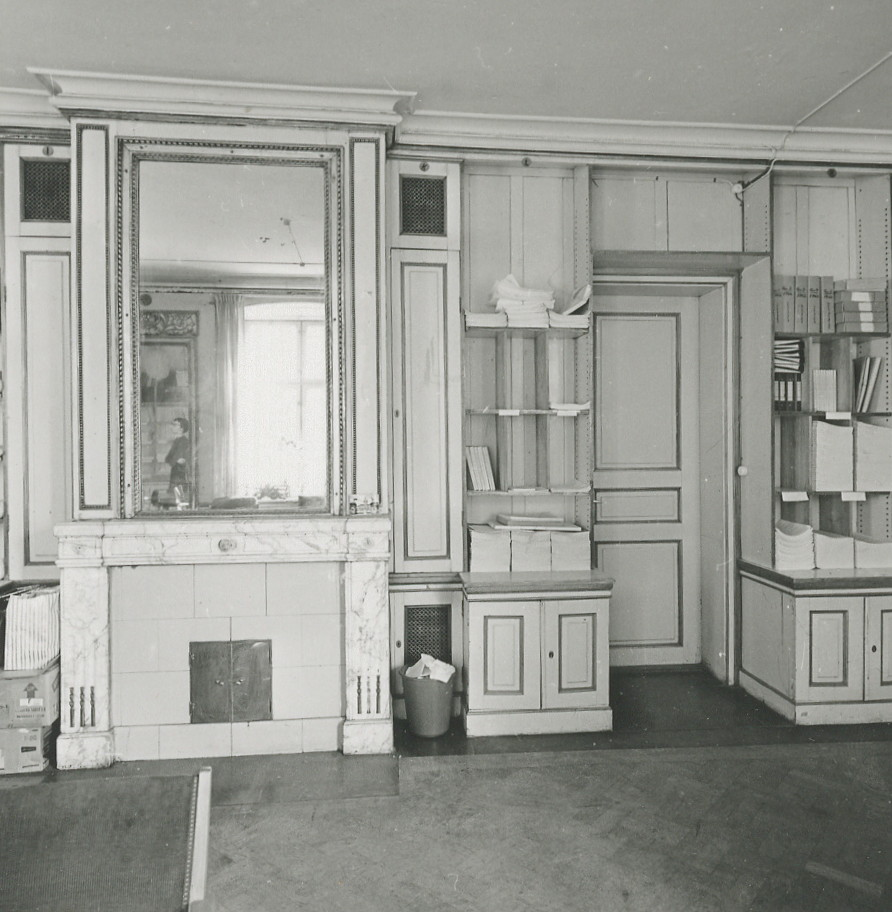
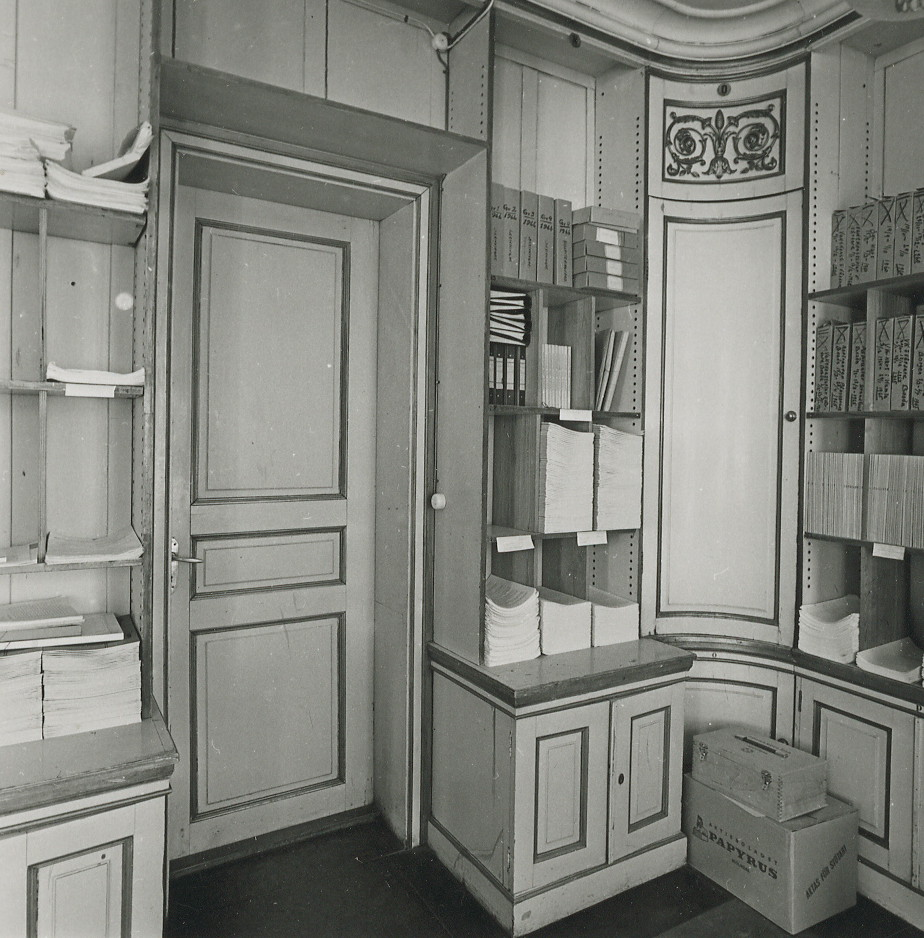
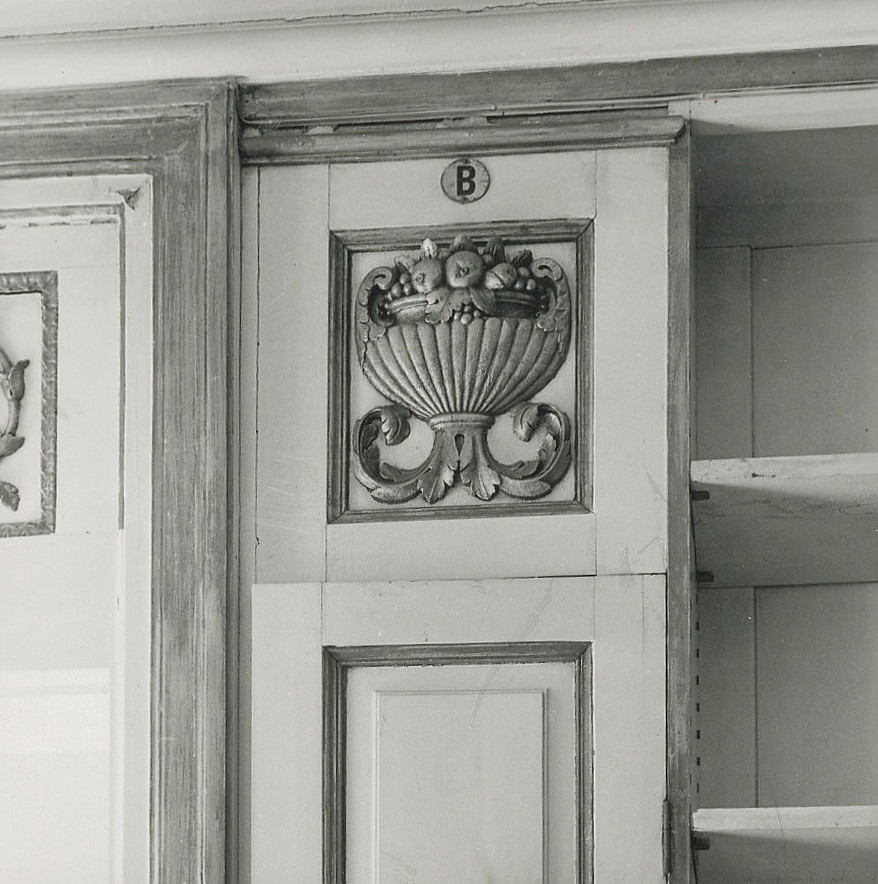
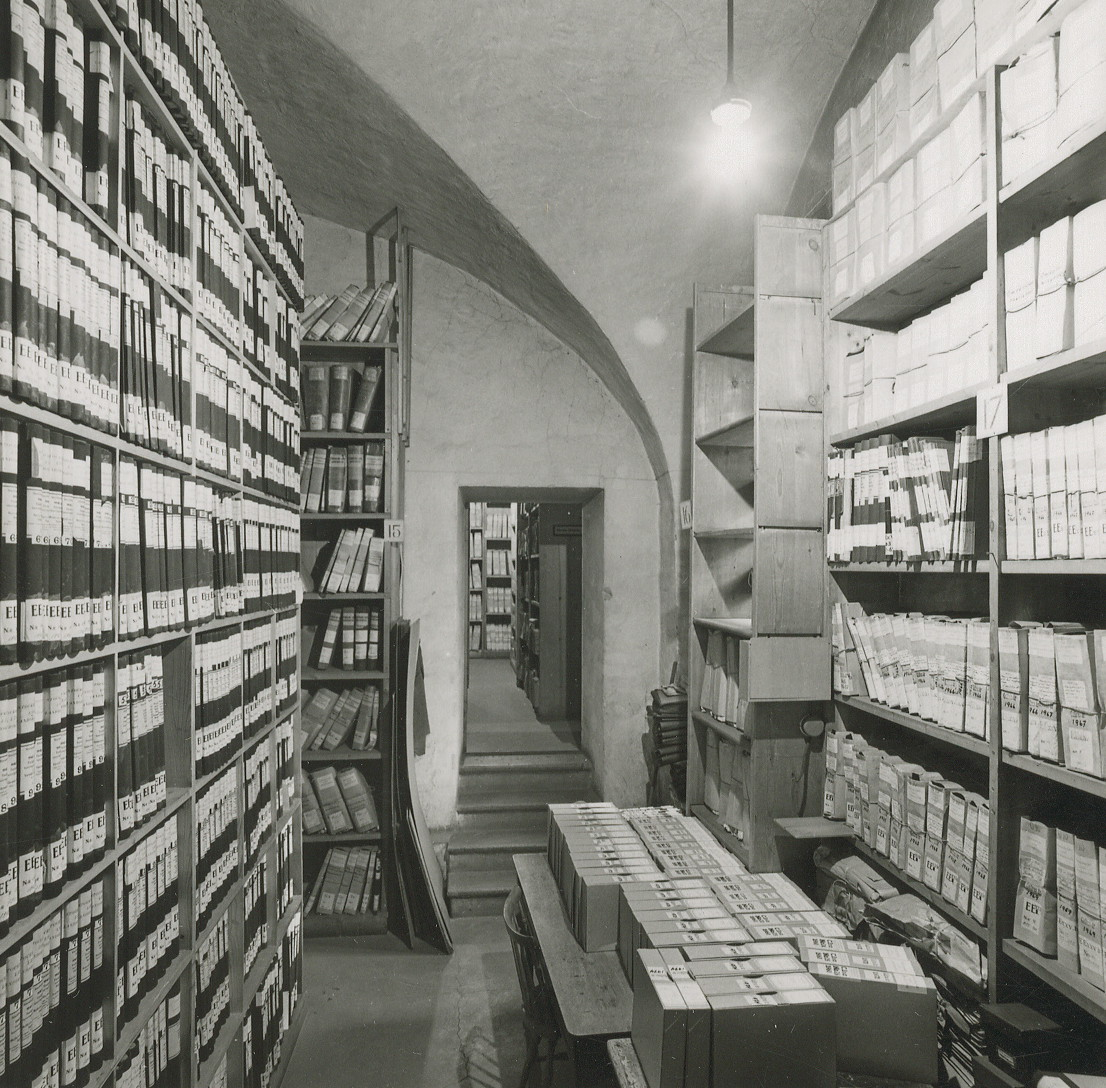